# Dilolo Patera
Dilolo Patera est une dépression irrégulière située sur le satellite Triton de la planète Neptune par 26° N et 24,5° E. Elle se trouve dans la zone centrale du bassin d'impact de Ruach Planitia, résultant peut-être d'un effondrement du terrain après dégazage du sous-sol lors du refroidissement du « cryomagma » répandu dans le bassin après l'impact cosmique.